# بلوبوريلا (فلم)
بلوبوريلا (بالإنجليزية: Blubberella) هو فلم أكشن كوميدي تم إنتاجه في ألمانيا وكندا وصدر سنة 2011 بطولة ليندسي هوليستر وبريندان فليتشر.

## الميزانية والإيرادات
كلف الفلم 5 مليون دولار.

## روابط خارجية
- بلوبوريلا على موقع IMDb (الإنجليزية)
- بلوبوريلا على موقع روتن توميتوز (الإنجليزية)
- بلوبوريلا على موقع ألو سيني (الفرنسية)
- بلوبوريلا على موقع أول موفي (الإنجليزية)
- بلوبوريلا على موقع فيلمافينيتي (الإسبانية)
- بلوبوريلا على موقع قاعدة بيانات الأفلام السويدية (السويدية)
- بلوبوريلا على موقع قاعدة بيانات الفيلم (الإنجليزية)
- بلوبوريلا على موقع ليتربوكسد (الإنجليزية)
- بلوبوريلا على موقع كينوبويسك (الروسية)